# Strefa ciszy

Zakaz ruchu statków o napędzie mechanicznym

Strefa ciszy – w Polsce: obszar obejmujący zbiornik wodny oraz jego brzegi, a także lasy, na których nie wolno wytwarzać hałasu powyżej 45 dB.
- Strefy ciszy wyznaczane były rozporządzeniami wojewodów, po zmianach administracyjnych od 01.01.1999 r. kompetencje w tej sprawie należą do rad powiatów.

## Kategorie stref
Akweny objęte strefami ciszy dzielą się na 2 kategorie:
1. zakaz hałasowania obowiązuje na terenie akwenu,
2. zakaz hałasowania obowiązuje na terenie akwenu i dodatkowo 500 metrów pasa wokół linii brzegowej.

Na obszarze stref ciszy nie wolno:
- Emitować hałasu powyżej 45 dB – zakaz obejmuje głównie jednostki wodne napędzane silnikami spalinowymi (np. motorówki), ale także samochody, zbyt głośno grające urządzenia nagłaśniające (magnetofony, radia).
  - Za nieprzestrzeganie rozporządzenia grozi mandat wysokości 500 zł (wyłączone są: policja, straż pożarna, straż ochrony przyrody),
- Zakaz nie obejmuje zwartej zabudowy miejskiej, wiejskiej, linii kolejowych, dróg publicznych i dojazdowych do kempingów i pól namiotowych.

## Wyznaczanie stref ciszy

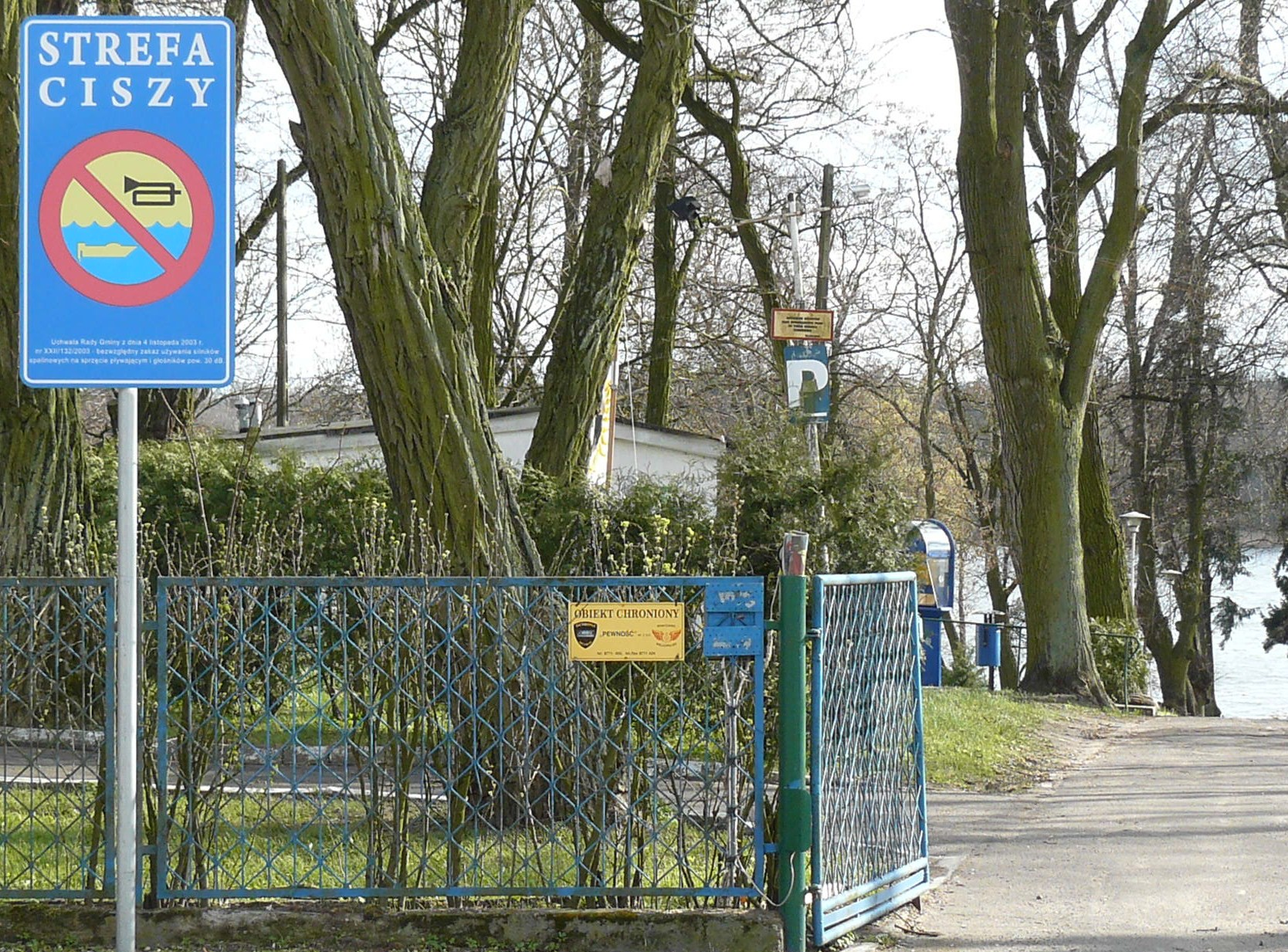
Znak strefa ciszy obowiązujący w latach 1981–2012

Strefy ciszy wyznaczane są uchwałą rady powiatu. Projekt takiej uchwały podlega uzgodnieniu z organem wykonawczym zainteresowanej gminy (burmistrzem, wójtem) w terminie 30 dni. Brak odpowiedzi organu wykonawczego po tym terminie oznacza domniemanie zgody na utworzenie takiej strefy. Wyznaczenie tych obszarów jest wiążące dla planów zagospodarowania przestrzennego. Gminy nie mogą przeznaczyć takich stref pod zabudowę mogąca skutkować zwiększeniem hałasu. Na terenach rekreacyjnych rada powiatu może ograniczyć bądź zakazać używania jednostek pływających po powierzchniach zbiorników wodnych z wyjątkiem wód żeglownych, gdzie kompetencje w tym zakresie należą do ministra właściwego do spraw środowiska. Obecnie – od 2012 roku – brak jest znaku wskazującego na objęcie danego obszaru ww. zakazem.

## Przepisy dotyczące stref ciszy
1. Ustawa z dnia 27 kwietnia 2001 r. – Prawo ochrony środowiska (Dz.U. z 2021 r. poz. 1973)
2. Ustawa z dnia 18 maja 2005 r. o zmianie ustawy – Prawo ochrony środowiska oraz niektórych innych ustaw (Dz.U. z 2005 r. nr 113, poz. 954).
3. Rozporządzenie Ministra Środowiska z dnia 14 czerwca 2007 r. w sprawie dopuszczalnych poziomów hałasu w środowisku (Dz.U. z 2014 r. poz. 112).
4. Rozporządzenie Ministra Klimatu i Środowiska z dnia 26 lipca 2021 r. w sprawie programu ochrony środowiska przed hałasem (Dz.U. z 2024 r. poz. 271).